# Nusrat Fateh Ali Khan
Nusrat Fateh Ali Khan (Faisalabad, 13 oktober 1948 – Londen, 16 augustus 1997) was een qawwali-zanger uit Pakistan. Hij werd met zijn traditionele muziek en latere fusion wereldberoemd.
Nusrat Fateh Ali Khan was een zoon van Ustad Fateh Ali Khan (1901-1964), die hem de beginselen van Qawwali bijbracht. Zijn eerste publieke optreden was op de begrafenis van zijn vader. Nusrat was op dat moment 16 jaar oud. Een jaar later vormde hij met onder andere zijn oom de groep Nusrat Fateh Ali Khan, Mujahid Mubarak Ali Khan & Party. Toen zijn oom in 1971 overleed werd Fateh Ali Khan de enige leider van de familiegroep.
In Pakistan verkreeg Nusrat Fateh Ali Khan al gauw grote bekendheid. Hij scoorde een hit met het nummer Haq Ali Ali. Internationale bekendheid kwam pas in de jaren negentig, nadat een album van hem werd geproduceerd door de Canadese gitarist Michael Brook. Nusrat Fateh Ali Khan werkte samen met Eddie Vedder aan de soundtrack van de film Dead Man Walking. Ook in de films The Last Temptation of Christ en Natural Born Killers was zijn muziek te horen. De samenwerking met zijn vriend Peter Gabriel zorgde voor verdere erkenning.
De zanger stierf in 1997 in Londen op 48-jarige leeftijd aan een hartaanval, kort nadat hij in een ziekenhuis was opgenomen met nier- en leverproblemen. De begrafenis in zijn geboorteplaats Faisalabad trok duizenden bezoekers.
Nusrat Fateh Ali Khan wordt gezien als een van de beste qawwali-zangers aller tijden. Rolling Stone nam hem in 2023 op in een lijst van de 200 beste zangers aller tijden. In 1997 werd hij genomineerd voor een Grammy Award in twee categorieën, Best World Music Album en Best Traditional Folk Album. In 2024 werd zijn postuum uitgebrachte album Chain of Light bekroond met een Songlines Music Award in de categorie Asia & Pacific.

## Discografie (selectie)
- In Concert in Paris (1988)
- Shahen-Shah (1988)
- Mustt Mustt (1990)
- Magic Touch (1991)
- Shahbaaz (1991)
- Love Songs (1992)
- Pakistan: Vocal Art of the Sufis, Vol 2 (1994)
- The Last Prophet (1994)
- Revelation (1995)
- Intoxicated Spirit (1996)
- Live In India (1997)
- Jewel (2000)
- Opus (2001)
- Body and Soul (2002)
- Ishq Da Rutba (2004)
- Ye Jo Halka (2004)
- Nami Danam (2005)
- Mitter Pyare Nu (2010)
- Chain of Light (2024) (postume uitgave van niet eerder ontdekt materiaal)[6][7]

## Filmografie

### Documentaires
- Nusrat Fateh Ali Khan: le dernier prophète (1996). Geregisseerd door Jérôme de Missolz.
- Nusrat has Left the Building... But When? (1997). Geregisseerd door Farjad Nabi.
- A Voice from Heaven (1999). Geregisseerd door Giuseppe Asaro.
- Samandar Main Samandar (2007)
- The King of Qawalli (2009)

### Concertfilms (selectie)
- The JVC Video Anthology of World Music and Dance (1990)
- Nusrat! Live at Meany (1998)

## Trivia
- Volgens het Guinness Book of Records is Nusrat Fateh Ali Khan de Qawwali-artiest met de meeste albums op zijn naam, in totaal 125.